# Jenő Fock
Jenő Fock (Budapest, Imperio Austrohúngaro, 17 de mayo de 1916 – Budapest, Hungría, 22 de mayo de 2001) fue un político comunista húngaro, que ejerció como Presidente del Consejo de Ministros de la República Popular de Hungría, para el período 1967-1975.

## Carrera política
Fock se unió al Partido Comunista de Hungría en 1932. Durante la Segunda Guerra Mundial, fue encarcelado por sus actividades políticas entre 1940 y 1943.
Tras la fundación de la República Popular de Hungría el 20 de agosto de 1949, participó en el gobierno como Ministro de la Industria del Acero entre 1952 y 1954. En 1957, se convirtió en secretario del Comité Central del Partido Socialista Obrero Húngaro (MSZMP) y en 1961, ejerció como vice primer ministro. Entre 1957 y 1980, fue también miembro del Politburo del Comité Central.

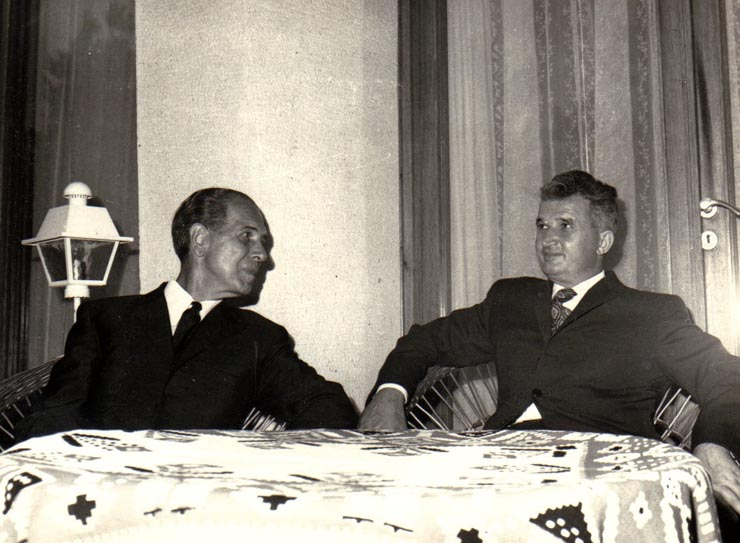
Fock negociando con el dictador rumano Nicolae Ceauşescu, 3 de julio de 1972

El 14 de abril de 1967, se convirtió en el sucesor de Gyula Kállai como primer ministro. Durante su gobierno, intentó de manera fallida, introducir elementos de la economía de mercado.
Anteriormente, el Comité Central del MSZMP anunció los planes de János Kádár para llevar a cabo una reforma económica, conocida como el Nuevo Mecanismo Económico (NEM). La reforma está considerada tcomo el ''cambio más radical desde la posguerra'' que cualquier país haya realizado en la COMECON. El plan, que se hizo oficial el 1 de enero de 1968, fue un cambio importante en la descentralización, en un intento de superar las ineficiencias de la planificación central. El NEM representó un alejamiento al sistema económico de indicadores Iósif Stalin, a favor de un plan político que establece las ganancias como el principal objetivo de las empresas. La nueva política económica era una "reforma integral del sistema económico", la que forma relaciones de mercado entre empresas, utilizando los precios como funciones asignación y las empresas, respondiendo a los precios para maximizar las ganancias, y hacer uso de estas para realizar nuevas inversiones.
Este proyecto fracasó, debido a la resistencia de la Comunidad Económica de los estados de Pacto de Varsovia, COMECON. Como resultado, Fock renunció finalmente a su cargo, siendo sucedido por György Lázár el 15 de mayo de 1975.
Entre los períodos 1945–1947, 1958–1967 y 1971–1985 fue diputado en la Asamblea Nacional de Hungría. Posteriormente fue presidente de la Asociación de Sociedades Técnicas y Profesionales (MTESZ).

## Publicaciones
- A szocializmus építésének gazdaságpolitikája (en español: La política económica constructora del socialismo). Kossuth, Budapest, 1973.

## Muerte
Fock falleció en Budapest el 22 de mayo de 2001, cinco días después de que cumpliera los 85 años.